# Allardt
Allardt és una població dels Estats Units a l'estat de Tennessee. Segons el cens del 2000 tenia 642 habitants.

## Demografia
Segons el cens del 2000, Allardt tenia 642 habitants, 259 habitatges, i 197 famílies. La densitat de població era de 65,6 habitants/km².
Dels 259 habitatges en un 31,3% hi vivien nens de menys de 18 anys, en un 64,5% hi vivien parelles casades, en un 9,7% dones solteres, i en un 23,9% no eren unitats familiars. En el 21,2% dels habitatges hi vivien persones soles el 10% de les quals corresponia a persones de 65 anys o més que vivien soles. El nombre mitjà de persones vivint en cada habitatge era de 2,48 i el nombre mitjà de persones que vivien en cada família era de 2,85.
Per edats la població es repartia de la següent manera: un 22,7% tenia menys de 18 anys, un 6,1% entre 18 i 24, un 26% entre 25 i 44, un 25,9% de 45 a 60 i un 19,3% 65 anys o més.
L'edat mediana era de 42 anys. Per cada 100 dones de 18 o més anys hi havia 87,2 homes.
La renda mediana per habitatge era de 34.412 $ i la renda mediana per família de 35.938 $. Els homes tenien una renda mediana de 27.333 $ mentre que les dones 18.929 $. La renda per capita de la població era de 18.382 $. Entorn del 7,6% de les famílies i el 9,5% de la població estaven per davall del llindar de pobresa.

## Poblacions més properes
El següent diagrama mostra les poblacions més properes.